# Asante Akim South District
Der Asante Akim South District ist einer von 138 Distrikten in Ghana. Er ist im Zentrum des Landes in der Ashanti Region gelegen und dort einer von 21 regionalen Distrikten. Der Asante Akim South District grenzt an die Distrikte Asante Akim North, Ejisu Juaben, und Amansie East. Ferner grenzt er an die Eastern Region und hat eine direkte Grenze mit den Distrikten Kwahu South, Kwahu West und Birim North. Chief Executive des 1275 km² großen Distriktes mit ca. 96.885 Einwohnern (2004) ist  Lord Justice Gyamfi Fenteng.

## Geographie
Der Asante Akim South District liegt im halbfeuchten Regenwald. Aufgrund der im Distrikt wichtigen Holzwirtschaft ist der ursprüngliche Regenwald nunmehr Grasland oder Sekundärwald. Insbesondere die in den Wäldern ansässigen Hartholzarten werden von Ghanas Holzwirtschaft exportiert. Auch die traditionelle landwirtschaftliche Brandrodung hat zur Veränderung des ursprünglichen Waldbewuchses maßgeblich beigetragen.
In Asante Akim South herrschen über das ganze Jahr relativ gleichbleibende Temperaturen von durchschnittlich 26 Grad Celsius im August bis 30 Grad Celsius im März. Während der Regenzeiten zwischen April und Juni sowie zwischen August und Oktober fällt der wesentliche Anteil der jährlichen Niederschlagsmenge von 1500 mm bis 1700 mm.

## Wirtschaft
Die Wirtschaft im Distrikt besteht im Wesentlichen aus kleineren Landwirtschaftlichen Betrieben, die meist im Rahmen einer Subsistenzwirtschaft zum Lebensunterhalt der Bevölkerung beitragen.
Aufgrund der fruchtbaren Böden und der ausreichenden Niederschläge werden vor allem Mais, Kassava, Kochbananen, Kakao, Kaffee und Palmöl für den Export und teilweise auch für den regionalen Markt und verschiedene Gemüse für den lokalen und regionalen Markt produziert. 
In der Nähe der Ortschaften Banka, Tokwai, Ofoase, Morso, Kurofa und Asankare und im Flussbett des Pra wurden Goldlagerstätten und Diamanten gefunden. Neben einer Kornmühle und einer Reismühle sind einige holzverarbeitende Betriebe im Distrikt ansässig. Auch weitere landwirtschaftliche Produkte wie Palmöl werden in kleineren Betrieben verarbeitet.
Fünf größere Marktzentren dienen zur Verteilung der Waren. In Obogu wird dienstags und freitags Markt gehalten, in Adomfe, Ofoase und Kyempo freitags und in Dampong und Juaso sonntags. Die Ghana Commercial Bank Ltd. hat eine Filiale in Juaso eröffnet, die Asante Akim Rural Bank und die Mponua Rural Bank haben Filialen in Juaso, Obogu, Asankare und Ofoase.

## Infrastruktur
Es bestehen verschiedene asphaltierte Routen neben der Hauptstrecke zwischen Accra und Kumasi, die den Distrikt zwischen den Ortschaften Nndadieso und Yawkwei auf einer Länge von 26 km durchzieht. Über eine Länge von 6 km besteht eine asphaltierte Strecke zwischen Asankare–Bompata und kürzlich wurde die Strecke Juaso–Obogu sowie die Obogu-Ofoase-Strecke ausgebaut. 
Festnetzanschlüsse sind in Juaso, Obogu, Kurofa, Atwedie, Asankare, Dampong und Morso verfügbar. Das Mobilfunknetz funktioniert in der Distrikthauptstadt Juaso und einigen anderen Ortschaften im Distrikt. Poststellen sind in Juaso, Atwedie, Asankare, Obogu und Bompata eingerichtet. 
Die Hauptenergiequellein Asante Akim South mit einem Anteil von 84 Prozent ist die Nutzung von Feuerholz. Daneben dient Kerosin zur Hauptlichtquelle. Elektrizität ist in allen größeren Städten des Distriktes verfügbar. Dieses sind Juaso, Obogu, Bompata, Asankare, Atwedie, Asuboa, Nkwanta, Morso, Kurofa, Adomfe, Wankyi, Asante-Akim Praso und Pra-River. 
Lediglich in Juaso und Obogu hat die Bevölkerung Zugang zu Leitungswasser. In Atwidie und Bompata wird an einem Zugang zum Leistungswasser gearbeitet. Einige Ortschaften haben eigene Brunnen angelegt oder öffentliche Handpumpen zur Wasserversorgung eingerichtet. 

## Bildung und Gesundheit
Verteilt über den gesamten Distrikt stehen der Bevölkerung 81 Kindergärten, 92 Grundschulen, 55 Junior Secondary Schools und drei Senior Secondary Schools zur Verfügung. Die Senior Secondary Schools sind in Juaso, Bompata und Ofoase eröffnet worden. In Asankare wurde das Technical/Vocational Training Institute eröffnet.
In der Distrikthauptstadt Juaso wurde das Distriktkrankenhaus eingerichtet, zehn weitere Gesundheitszentren wurden in Nnadieso, Bompata, Ofoase, Banka, Dwendenase, Banso, Muranaim, Morso, Obogu and Kumeso eröffnet. In Obogu wurde ein privat betriebenes Geburtshaus eröffnet. Im Distrikt sind weitere 85 traditionellen Hebammen tätig sowie etwa 100 Örtliche Freiwillige Gesundheitshelfer.

## Wahlkreise
Der Distrikt Asante Akim South bildet einen gleichnamigen Wahlkreis. Bei den Parlamentswahlen 2004 errang hier Gifty Ohene-Konadu für die New Patriotic Party den Sitz im ghanaischen Parlament. 

## Wichtige Ortschaften
| - Obogu - Adomfe - Dampong - Krofa - Bompata - Ofoase | - Twedie - Banso - Kwahu Praso - Asankare - Morso - Pra River | - Asuboa - Amantia - Kumeso - Odubi - Dwendwenase - Breku - Wenkyi |